# Angelo Crescimbeni
Angelo Crescimbeni (Bologna, 1734 – Bologna, 4 agosto 1781) è stato un pittore italiano specializzato in ritratti e in voga alla sua epoca soprattutto per i suoi "ritratti da parata".

## Biografia
La maggior parte delle informazioni su questo artista sono state raccolte da Marcello Oretti, a cui presumibilmente l'artista stesso aveva confidato alcune note autobiografiche intorno al 1774.
Angelo Maria Crescimbeni, bolognese, nacque nel 1734 o il 10 novembre 1732 secondo un'altra fonte.
Era il nipote del pittore Giuseppe Carlo Pedretti che fu anche il suo primo maestro.

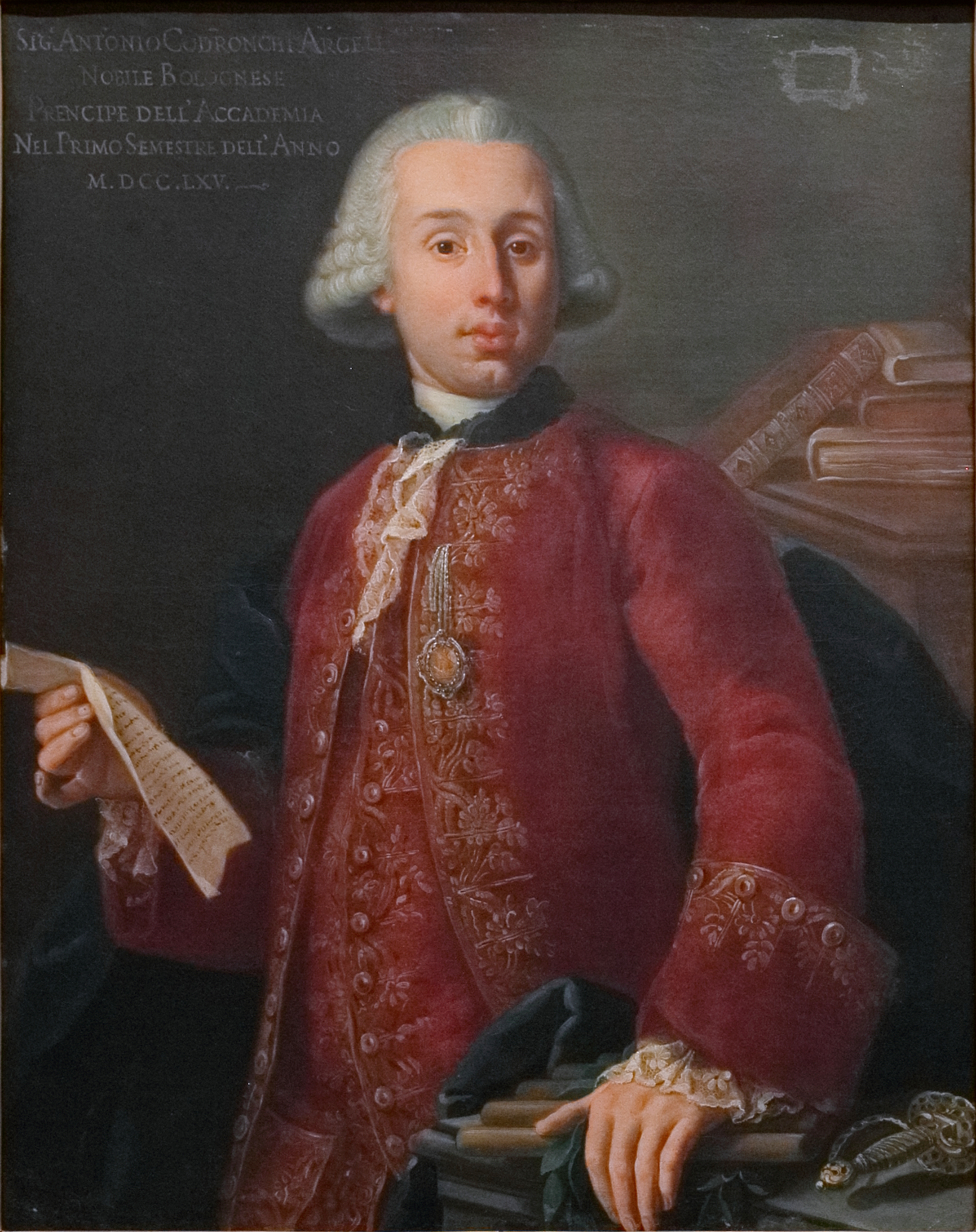
Ritratto di Antonio Codronchi Argeli, Collezioni comunali d'arte

Fu attivo soprattutto a Bologna e, in maniera più puntuale, in altre città: nel 1765 lavorò a Firenze, mentre tra il 1771 e il 1772 lo troviamo a Venezia per soddisfare le committenze locali. Se il suo stile è stato paragonato a quello di Rosalba Carriera di cui eseguì anche delle copie, l'incontro con il ritrattista inglese William Keable nel 1771 segnò un momento chiave per Crescimbeni, che si appassionò da allora all'uso del pastello, tecnica che ritroviamo ad esempio nel suo Ritratto di un compositore nel Conservatorio di Bologna e che predilesse per una trentina di altre opere. Secondo Angelo Mazza, Crescimbeni fu probabilmente influenzato anche dalle opere del pastellista friulano Francesco Pavona, che poté ammirare a Bologna e dintorni.
Affermatosi a sua volta come ritrattista, nel corso della sua carriera Crescimbeni produsse oltre 350 ritratti. Della maggior parte di essi si è persa traccia, in particolare della sessantina di ritratti del periodo veneziano. Il Ritratto del Cont. Filippo Vernizzi era esposto nella Sala del Capitolo di San Petronio. Nelle Collezioni Hercolani, un tempo della potente famiglia principesca bolognese, viene segnalato un suo Autoritratto, anch'esso perduto.
Tra i committenti illustri figura padre Giovanni Battista Martini, che gli commissionò varie opere per la sua collezione di ritratti di musicisti.
Benché sia noto come ritrattista "puro", un'eccezione nel panorama artistico bolognese del Settecento — anche perché il genere era considerato minore dagli accademici del suo tempo — in maniera puntuale fu attivo anche come pittore figurista: venne chiamato a San Michele in Bosco per decorare una camera dell'appartamento dell'abate Castelbarchi insieme al quadraturista Antonio Sonetti e al paesaggista Vincenzo Martinelli.
Secondo Oretti, morì in una "casa dei Guastavillani" il 4 agosto 1781 a 47 anni.
È sepolto nella città natale, nella chiesa di San Giovanni in Monte.
La figlia Anna Maria fu a sua volta pittrice.

## Opere scelte

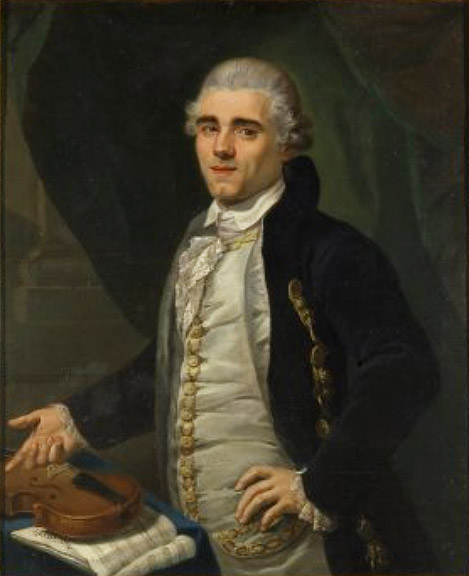
Ritratto di Ferdinando Bertoni, coll. Museo internazionale e biblioteca della musica

Tra le sue opere a Bologna si ricordano:
- Autoritratto, Accademia di Belle Arti di Bologna, 1772[3]
- Ritratto di un musicista Biblioteca universitaria, 1776[3]
- Ritratto di Thomas Christian Walter, 1778[3]
- Ritratto di Gioacchino Gozzadini, Monastero di San Giuseppe, 1761[3]
- Ritratto di Eugenio di Ligneville, Conservatorio[3]
- Ritratto di Giovanni Domenico Perotti[3]
- Ritratto di Antonio Palmini[3]
- Ritratto del marchese Luigi Angelelli, Collezioni Comunali d'Arte[7]
- Ritratto di Antonio Codronchi Argeli, Collezioni Comunali d'Arte
- Ritratto di Ferdinando Bertoni, Museo internazionale e biblioteca della musica di Bologna[9]

A Firenze:
- Autoritratto, Galleria degli Uffizi, 1775[3][23]